# Alphonse Denis (1794-1876)
Pour les articles homonymes, voir Alphonse Denis et Denis.
Alphonse (Amaranthe Dugommier) Denis, né le 24 décembre 1794 à Paris et mort le 7 février 1876 à Hyères (Var), est un député français de 1837 à 1846 et maire d'Hyères de 1830 à 1848.

## Famille
Son père Joseph-André Denis est bachelier et traducteur juré au Ministère des Affaires étrangères et dispose de la protection de Talleyrand. Sa mère Aglaë-Sophie Stocard descend d’une famille d’avocat au Parlement de Paris. Le couple aura trois enfants  Alphonse l'aîné, Ferdinand spécialiste du Brésil et une fille Marie Sophie (1807-26 décembre 1835).

## Carrière militaire
Grâce à une bourse d’études due à la bienveillance de Talleyrand  il suit les cours du lycée impérial de Versailles. En 1813 il intègre Saint-Cyr  puis est nommé sous-lieutenant  au 58e régiment d'infanterie de ligne. Il participe à la bataille de Montereau et ses actes de bravoure lui valent la légion d’honneur remise par l’Empereur en personne. Il participe aux  Cent-Jours puis n’arrivant pas à obtenir d’affectation il se rend, pour se consacrer à l’écriture de pièces de théâtre, à Châteldon dont la cousine de sa mère Catherine Stocard a épousé le maire Hugues Debrit.  Il quittera définitivement l’armée le 9 juin 1821.

## Des unions financières
À Paris, il fréquente les salons d’une jeune et riche veuve d’un notaire, Marie-Thérèse Camusat (1786- 5 avril 1833), sœur d’Henri Plasson dont Ferdinand Denis a été le secrétaire.  Elle lui permet de se consacrer à l’étude du sanscrit, à  des traductions pour lesquelles son frère et son père l’aident. Il fonde avec Abel Hugo la Revue d’Orient. L’échec de sa pièce L’ami du mari jouée en 1822 le fait renoncer définitivement à la carrière d'auteur dramatique. Pendant cette période il devient ami avec Augustin Thierry et Charles de Rémusat ce qui l'aidera plus tard dans sa carrière politique.
Il s’installe alors à Hyères avec Madame Camusat qui y achète des propriétés. Il y mène  une vie  de rentier tout en se livrant à de nombreuses activités, adhérant à des sociétés savantes, donnant des articles à des revues.
Le 16 avril 1833, il épouse Magdelaine Sohn (23 août 1798-6 septembre 1846), nièce  et héritière de Georges Stulz (17 février 1771 Kippenheim -17 novembre 1832 Hyères) fait  baron d’Ortenberg quelques semaines avant sa mort. Ce dernier d’origine badoise, devenu tailleur de la cour d’Angleterre et ayant fait fortune  s’était établi à Hyères, dont il devint un bienfaiteur, en raison de son état de santé.  Sa femme mourra le 6 septembre 1846 et elle lui laissera une partie importante de sa fortune.

C'est dans la propriété, située près de la place de la Rade, héritée de Georges Stulz qu'il développera l'acclimatation de nombreuses plantes du monde entier. Son jardin est visité par les nombreuses personnalités politiques, littéraires et princières qui hivernent alors à Hyères.
Il se marie à nouveau le 25 septembre 1848 avec une rentière anglaise Sarah Dawes, veuve d'un homme d'affaires anglais George Lee. Sa belle-fille Sarah épousera Léopold de Pritzbuer, l'autre Mary épousera Louis Esprit Hélie de Treprel.

## Carrière politique
Le 25 août 1830 il est nommé maire de Hyères à titre temporaire par le sous-préfet de Toulon puis officiellement le 14 octobre, il le restera jusqu’en mars 1848.
Il sera également conseiller général du 27 janvier 1831 jusqu’en août 1848.
Candidat malheureux à la députation à deux reprises il est élu le 6 novembre 1837 député du 2e collège du Var (Toulon) contre Frédéric Portalis. Il le bat à deux reprises en 1839 et 1842, mais le 2 août 1846 Alphonse Denis perd face à Portalis qui meurt peu après, et lors de la nouvelle élection en octobre c’est Ernest frère de Frédéric qui est élu et qui le sera à nouveau malgré l’annulation de l’élection en mars 1847. Pendant son mandat il intervint pour la restitution des biens français à la comtesse Lipona[réf. souhaitée].
Denis sera candidat une dernière fois en mai 1848. Battu, il quittera alors définitivement la politique.
Il meurt le 7 février 1876, et est inhumé au cimetière de la Ritorte à Hyères dans la tombe de la famille de Pritzbuer.
Une avenue d'Hyères porte son nom ainsi que le théâtre qu'il fit construire sur sa propriété. Il légua entre autres sa bibliothèque à la ville et on peut voir son portrait peint par Louis-Charles Arsenne (1790- 1855) au musée municipal. De son jardin, toujours appelé Denis, il ne reste qu'une petite partie, les dernières municipalités successives d'Hyères l'ayant sacrifié à l'agrandissement de la place et aux parkings.

## Œuvre
- Alphonse Denis et Dr R. Chassinat, Hyères ancien et moderne, promenades pittoresques, scientifiques et littéraires sur son territoire, ses environs et ses îles, 4e éd. (lire en ligne), p. 292